# サム・ウェブスター
サム・ウェブスター（Sam Webster、1991年7月16日 - ）は、ニュージーランド、オークランド出身の自転車競技（トラックレース）選手。

## 来歴
2007年
- オセアニア自転車競技選手権・ジュニア部門　チームスプリント 優勝（+ イーサン・ミッチェル、サム・スティール）

2009年
- ジュニア世界選手権自転車競技大会
  - ケイリン 優勝
  - チームスプリント 優勝（+ キャメロン・カウワウスキ、イーサン・ミッチェル）
  - スプリント 優勝

2010年
- コモンウェルスゲームズ
  - スプリント 3位
  - チームスプリント 2位

2011年
- オセアニア自転車競技選手権
  - チームスプリント 優勝（+ イーサン・ミッチェル、サイモン・ヴァン・ヴェルトホーヴェン）
  - スプリント 優勝

2012年
- 世界選手権・チームスプリント 3位

2013年
- UCIトラックワールドカップ2012-2013
  - アグアスカリエンテス・チームスプリント 優勝（+ マシュー・アーチバルド、エドワード・ドーキンス、イーサン・ミッチェル）
- ニュージーランド選手権
  - チームスプリント 優勝
  - スプリント 優勝
- 世界選手権・チームスプリント 2位
- UCIトラックワールドカップ2013-2014
  - アデレード・チームスプリント 優勝（+ マシュー・アーチバルド、エドワード・ドーキンス）

2014年
- 世界選手権・チームスプリント 優勝（+ エドワード・ドーキンス、イーサン・ミッチェル）

2017年に短期登録選手として日本の競輪に出走中。